# اینیاس آینریش
اینیاس آینریش (فرانسوی: Ignace Heinrich‎؛ ۳۱ ژوئیهٔ ۱۹۲۵ – ۹ ژانویهٔ ۲۰۰۳) ورزشکار دهگانه اهل فرانسه بود.
وی همچنین برندهٔ جوایزی همچون لژیون دونور (شوالیه) شده‌است.